# 스타피시 프라임

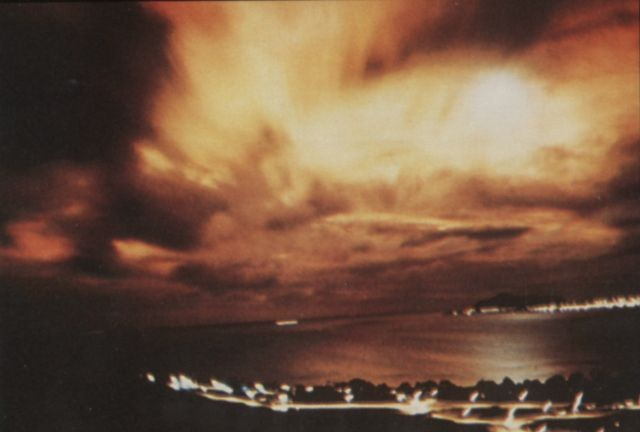
존스턴 섬에서 1,445km 정도 떨어진 하와이 호놀룰루에서 본 스타피시 프라임

스타피시 프라임(Starfish Prime)은 1962년 7월 9일 미국이 실시한 핵실험이다.

## 역사
1962년 7월, 하와이에서 남서쪽으로 1,450km 정도 떨어진 태평양 존스턴 섬에서 토르 핵미사일이 발사되었다. W49 수소폭탄과 마크2 재진입체를 탑재했다. 존스턴 섬 남서쪽 31km 지점의 고도 400km 상공에서 1.4 메가톤 W49 수소폭탄을 터뜨렸다. 하와이에서는 수평선에서 10도 방향에서 현지 시간 오후 11시에 폭발했다.
그 결과, EMP가 발생하여, 1,445km 정도 떨어진 하와이 호놀룰루에서 300여 개의 가로등과 경보기, 각종 전자기기들이 고장났다. 전화 교환국 한 곳을 완전히 마비시켰으며, 도난 경보 시스템 등도 망가뜨렸다.
1961년 10월 6Mt급 핵폭탄을 고고도에서 터뜨리는 실험을 실시했는데, 그 결과 알래스카에 배치돼 있던 조기경보레이다를 비롯해 폭발 반경 4,000km 이내의 고주파 통신 시스템이 고장났다.

## 같이 보기
- 전자기 펄스(EMP)